# Hugo Heyman (industriman)
Hugo Max Heyman, född 18 juni 1881 i Göteborg, död där 28 januari 1961, var en svensk industriman.
Hans far i släkten Heyman var delägare i familjeföretaget H.J. Heyman & Co., ett grosshandlarföretag som sysslade med textilprodukter och s.k. korta varor. Hugo Heyman bedrev studier inom textilbranschen i både Europa och Nordamerika, men han fastnade för den mekaniska sidan av produktionen av textiler. Sedermera tog han ingenjörsexamen på Chalmers tekniska högskola, och började sin nya bana på Nya AB Atlas, därefter på Götaverken, där han så småningom tillsammans med Hugo Hammar och Ernst A. Hedén utvecklade Götaverken till tongivande inom varvsindustrin.